# Kerekudvar
Kerekudvar egykori település volt Jászberény és Jászfelsőszentgyörgy között, a terület ma Jászfelsőszentgyörgyhöz tartozik. 

## Története
Jászberény és Jászfelsőszentgyörgy között volt egy különleges terület, mely nemesi birtokként nem képezte részét története során a Jász Kerületnek. A nemesi birtok, illetve a hozzá kapcsolódó falu első említése 1324-ből való. Ezzel együtt a birtok területén volt található az Árpád-korinak vélt földvár a Zagyva mellett.
A terület nádori adományként 1628-ban a Melléthei-Barna családhoz került. A későbbiekben házassági kapcsolatokon keresztül előbb Uszfalvi-Usz István, majd később a Jekelfalussyak birtokába került. Jekelfalussy Johanna akkori tulajdonos ifjabb Rabl Károly tervei alapján klasszicista stílusú kúriát építtetett a birtokon 1820-ban. A későbbiekben a kúriától nem messze építtetett még családi kápolnát, illetve sírkeretet is. A kápolna többször is átépítésre került, azt a nemesi családon kívül a környék lakosai és az alkalmazottak is látogatták. A kápolna kriptájában öt valaha itt élt birtokost is eltemettek, a szomszédos sírkertben pedig még hat fő nyugovóhelyeként szolgált.
1868-ban házasság révén a birtok Gosztony Géza tulajdonába került. A Gosztonyak alatt a majorságban fejlett gazdálkodás folyt. A 19. század végén nagyjából 200 lakosa volt a településnek. A második világháború alatt a kastélyt és a kápolnát kifosztották, az államosítás után a Zagyvamenti Termelő Szövetkezet tulajdonába kerültek. A tsz kikötözése után a kastély állapota halmozottan romlott, míg mára az enyészeté lett. Egészen 1964-ig működött a településen iskola, azonban később – összefüggésben az autóbusz-közlekedés megjelenésével – fokozatosan elnéptelenedett a terület. 
A rendszerváltás után egy helyi vállalkozó a környezet természeti és történeti értékeit meglátva egy kastélyszállót álmodott ide, azonban végül mindez tőkehiány okán nem valósult meg. A területen ma állattartás folyik. 